# Tarnaszentmiklós
Tarnaszentmiklós è un comune dell'Ungheria di 1.014 abitanti (dati 2001). È situato nella contea di Heves.